# Albert-Schumann-Theater

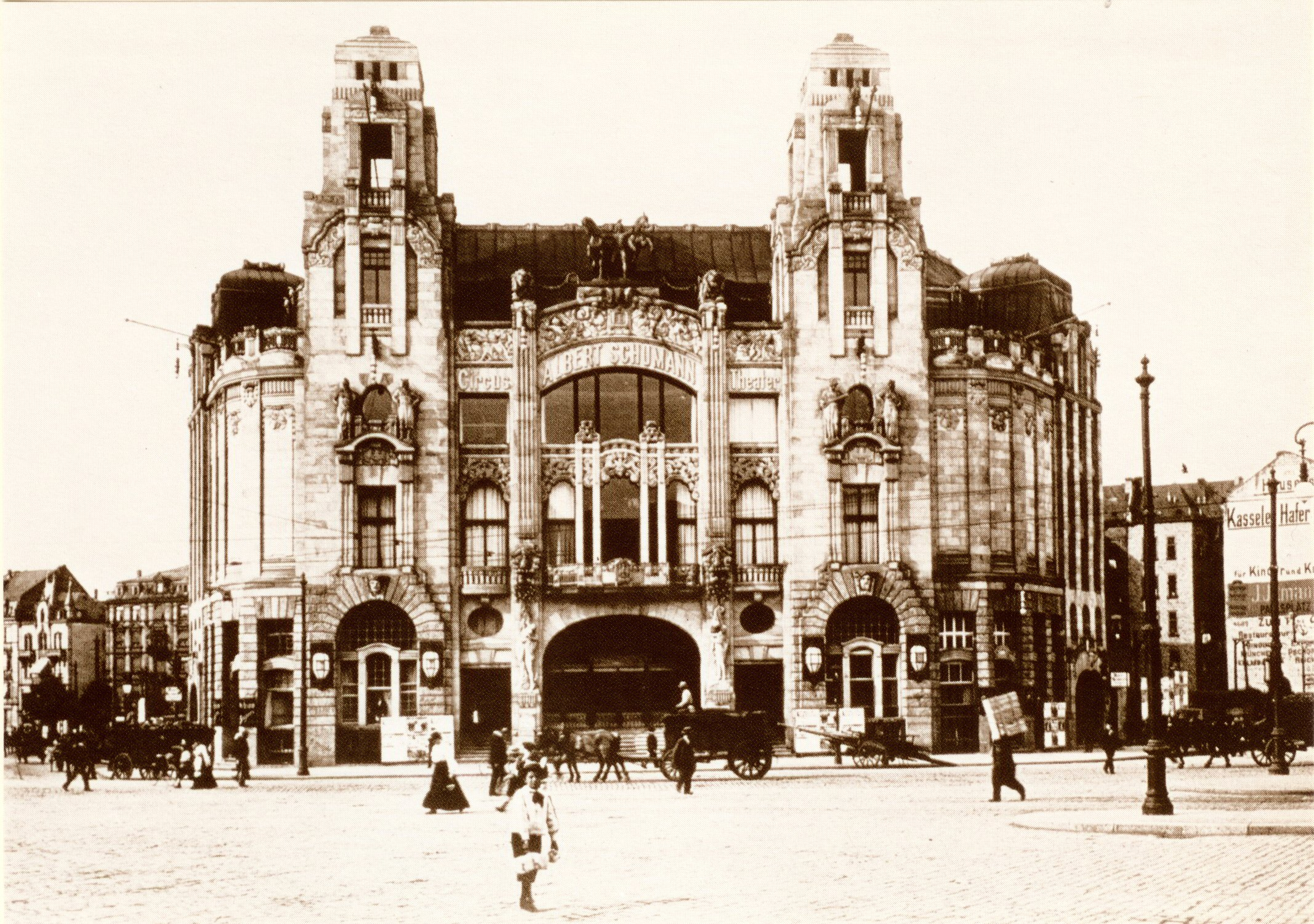
Schumanntheater (um 1905)

Das Albert-Schumann-Theater, häufiger Schumanntheater oder Circus Schumann genannt, war ein im Jugendstil erbautes Theater und Varieté gegenüber dem Hauptbahnhof in Frankfurt am Main. Es wurde 1905 fertiggestellt und bei den Luftangriffen auf Frankfurt am Main 1944 durch Fliegerbomben mit Ausnahme des Kopfbaus zerstört. Noch bis 1958 wurden die Restaurants durch die amerikanischen Streitkräfte genutzt. 1960 wurde der äußerlich unbeschädigte Kopfbau abgerissen und durch ein schlichtes Bürogebäude ersetzt.

## Geschichte

Otto Reutter

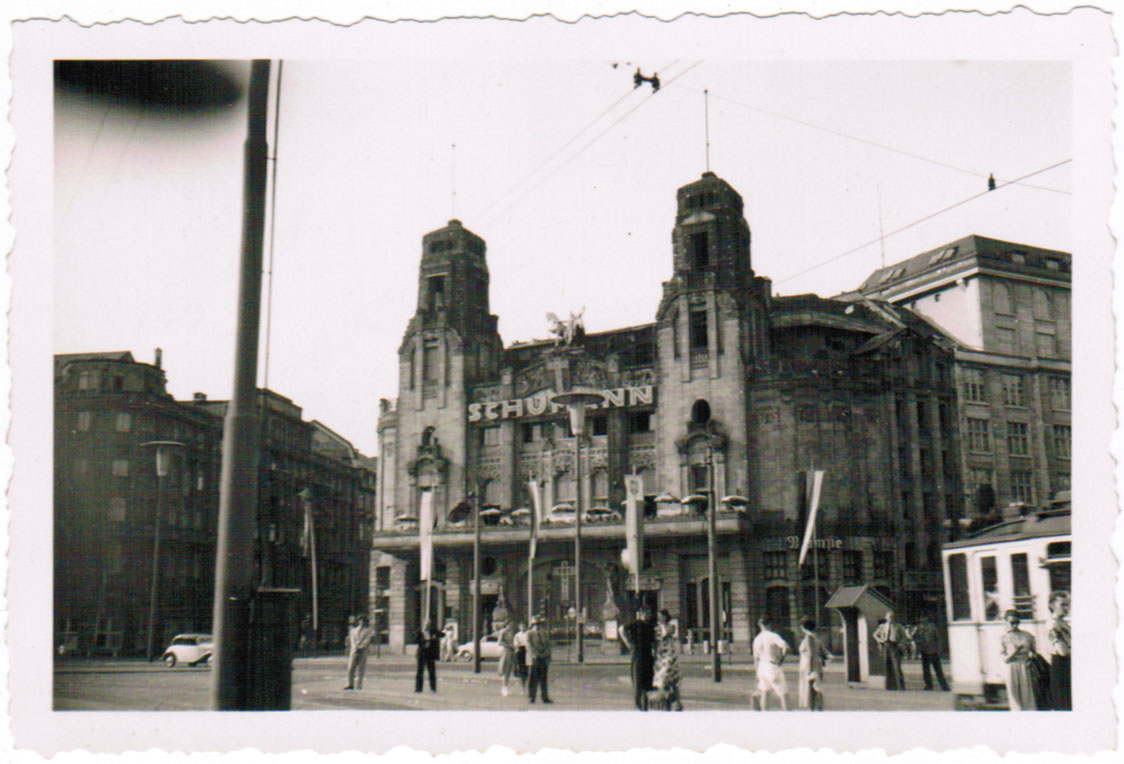
Schumanntheater (Juli 1952)

1893/1894 gastierte der aus Wien stammende Zirkusdirektor Albert Schumann (1858–1939) erstmals mit seinem Zirkus in Frankfurt am Main. Für diesen Auftritt entstand ein provisorisches Gebäude im damals noch weitgehend unbebauten Bahnhofsviertel zwischen Taunusstraße, Kaiserstraße, Weserstraße und Elbestraße. Wegen des großen Erfolgs plante Schumann, einen festen Zirkusbau in Frankfurt zu errichten. Zur Finanzierung gründete er die Aktiengesellschaft für Zirkus- und Theaterbau mit Sitz in Berlin und Frankfurt. Sie erwarb ein etwa 5300 Quadratmeter großes Grundstück am Bahnhofsvorplatz.
Die Berliner Architekten Friedrich Kristeller und Hugo Sonnenthal entwarfen ein Gebäude, das sowohl für Theater- als auch für Zirkus- und Varieté-Aufführungen geeignet sein sollte. Am 20. September 1904 begann der Bau des Schumanntheaters.
Die Baukosten betrugen vier Millionen Mark, eine für die damalige Zeit enorme Summe. Dafür entstand ein Theater mit modernster Technik, groß genug für 4500 Zuschauer. Nach dem Berliner Circus Renz war es der zweite feste Zirkusbau in Deutschland.
Am 5. Dezember 1905 wurde das Schumanntheater eröffnet. Erster Direktor wurde der Raubtierdompteur Julius Seeth. Schumann blieb im Aufsichtsrat und trat häufig selbst in Gastspielen mit seinen Pferdedressuren auf, zuletzt 1926.
Im Programm des Schumanntheaters stand jährlich ein Monat Zirkus, ein Monat Operette und zehn Monate Varieté. Nach dem Ersten Weltkrieg verlagerte sich der Schwerpunkt noch weiter vom Zirkus zum Varieté. Das Schumanntheater war beim Publikum äußerst beliebt und konnte hohe Gagen zahlen. Vor allem in den 1920er-Jahren erlebte das Theater eine Blütezeit. Otto Reutter trat für eine Monatsgage von 15.000 Mark auf und begeisterte sein Publikum mit einem elfstrophigen Couplet mit dem Refrain Es gibt nur ein Frankfurt am Main. Auch die Clowns Charlie Rivel, Grock und das Trio Fratellini, die Sängerin und Kabarettistin Claire Waldoff, der Jongleur Enrico Rastelli, der Humorist Adam Müller, genannt Millerche, und die Artistengruppe der drei Cordonas traten hier auf.
Im Schumanntheater wirkten aber auch zahlreiche klassische Künstler, darunter die Tänzerin Anna Pawlowna Pawlowa. Im Winter 1930 musste das Theater wegen der Weltwirtschaftskrise für einige Monate schließen. Mit einer erfolgreichen Revue Hallo Paris knüpfte es 1931 wieder an die alten Erfolge an.
Am 22. März 1944 ereignete sich der schwerste Bombenangriff des Zweiten Weltkriegs auf Frankfurt. Dabei wurde die gesamte historische Altstadt und ein großer Teil der Innenstadt zerstört. Auch das Schumanntheater wurde von Bomben getroffen, die den Zuschauerraum und die Bühne zerstörten; der Kopfbau blieb jedoch unversehrt.
1945 beschlagnahmte die US-amerikanische Armee das Gebäude. Sie nutzte die erhalten gebliebenen Restaurants bis 1958 als Freizeiteinrichtungen für ihre Soldaten. Nach der Rückgabe gab es zunächst Pläne, das Varieté wiederaufzubauen, die jedoch an den hohen Kosten und den unsicheren wirtschaftlichen Aussichten in der beginnenden Fernsehepoche scheiterten. So wurden der stehengebliebene Teil des Schumann-Theaters 1960 abgerissen.
Erst seit 1987 beziehungsweise 1988 gibt es mit dem Neuen Theater Höchst und dem Tigerpalast wieder Varietés in Frankfurt.

## Architektur
Das Schumanntheater war einer der wenigen Großbauten Frankfurts im Jugendstil. Hinter einer monumentalen Fassade aus weißem Sandstein, die von zwei Türmen flankiert und mit zahlreichen Statuen und Bauplastiken geschmückt war, öffnete sich eine große Eingangshalle, darüber ein großzügiges Foyer. An der Ausgestaltung des Gebäudes wirkten zahlreiche Künstler mit, darunter der Bildhauer Joseph Uphues (1851–1911), der die bronzene Giebelgruppe des Rossebändigers schuf, sowie der Frankfurter Landschaftsmaler Alfred Helberger (1871–1946).
Im Gebäude befanden sich mehrere Restaurants. Im linken Flügel des Erdgeschosses lag ein Weinrestaurant im Louis-Seize-Stil, rechts ein Holländisches Café und eine Mampe-Likörstube. Unter dem ganzen Gebäude erstreckte sich ein fast 150 Meter langer Biertunnel, der im Krieg wegen seiner Bombensicherheit als Luftschutzkeller diente.
Der große Theatersaal besaß eine 28 Meter hohe Kuppel, unter der häufig Hochseilartisten auftraten. Vor der Bühne befand sich eine Art Amphitheater, das als Wassergraben oder, wenn es abgedeckt wurde, als Reitbahn verwendet werden konnte. Unter der Bühne befand sich ein Stall für 150 Pferde. In einer zeitgenössischen Veröffentlichung ist bezüglich der baulichen bzw. technischen Anpassung an die verschiedenen Nutzungen von zwei Tagen Umbauzeit die Rede.